# Cis, Trentino
Cis là một đô thị ở tỉnh Trento ở vùng Trentino-Alto Adige/Südtirol của Ý, tọa lạc cách 40 km về phía tây bắc của Trento. Tại thời điểm ngày 31 tháng 12 năm 2004, đô thị này có dân số 311 người và diện tích là 5,5 km².
Cis giáp các đô thị: Bresimo, Livo, Caldes, và Cles.